# Klucz (Szczecin)
Klucz (do 1945 niem. Klütz) – część miasta Szczecina na osiedlu Żydowce-Klucz, położone nad Regalicą (Odrą Wschodnią) przy węźle autostrady A6 z drogą krajową nr 31 oraz torach linii kolejowej łączącej Szczecin z Gryfinem.

## Historia
Pierwsza wzmianka o wsi Klucz pochodzi z roku 1226. Na początku XIV w. weszła ona w skład dóbr klasztoru cystersów w Kołbaczu. Centrum średniowiecznej wsi znajdowało się wysokim brzegu nadodrzańskiej doliny w okolicy skrzyżowania dzisiejszych ulic: Bielańskiej i Suchej. Tam też znajdował się średniowieczny kościół kamienny, całkowicie zniszczony podczas działań wojennych w 1945 r. Do dziś zachowały się pozostałości sąsiadującego z kościołem cmentarza w postaci bramy cmentarnej z 1706 r. i kilku nagrobków. W pobliżu znaleźć można również szczątki pomnika poległych w I wojnie światowej mieszkańców wsi.
Tereny znajdujące się bezpośrednio przy Odrze Wschodniej (okolice dzisiejszej ul. Rymarskiej) zostały zabudowane dopiero w XVIII w. po ich osuszeniu i wytyczeniu siatki ulic.
Klucz, podobnie jak większość prawobrzeżnych osiedli, włączony został w 1939 r. w granice tzw. Wielkiego Szczecina.
W marcu 1945 r. toczyły się tu ciężkie walki między jednostkami 1 Frontu Białoruskiego (w tym jednostkami polskimi: 2 Łużycka Dywizja Artylerii, 1 Samodzielna Brygada Moździerzy), a wojskami niemieckimi.
Bezpośrednio po wojnie Klucz wchodził w skład ówczesnego powiatu gryfińskiego, a od 1948 r. jest częścią Szczecina. W Kluczu mieszka obecnie ok. 1500 mieszkańców, należą do niego także mniejsze, prawie niezamieszkane osiedla Kluczewko i Radziszewko. Osiedle ma zabudowę typu willowego.
Południowo-wschodnią część osiedla tworzą lasy Puszczy Bukowej i Szczecińskiego Parku Krajobrazowego. Na Regalicy znajduje się duża wyspa Klucki Ostrów o pow. ok. 50 ha, na której znajduje się użytek ekologiczny z naturalnym zespołem roślinności łęgowej, jest ona oddzielona od osiedla Kanałem Kluckim. Tuż za rzeką, na Międzyodrzu, znajduje się Park Krajobrazowy Dolina Dolnej Odry. Główną ulicą (poza autostradą) jest Rymarska (droga krajowa nr 31). Komunikację z pozostałymi osiedlami zapewnia linia autobusowa 64 i 66 oraz PKS. W dniu 29 sierpnia 2004 r. zlikwidowano zawieszony od 2000 roku przystanek kolejowy Szczecin Klucz.
30 listopada 2005 GDDKiA rozpoczęła wykup ziemi pod budowę nowej drogi ekspresowej S3 oraz nowego węzła Klucz łączącego autostradę A6 z budowaną S3. Podpisanie umowy miało miejsce 22 stycznia 2008, a rozpoczęcie robót nastąpiło 18 lutego. Budowę zakończono 17 lutego 2010.

## Zdjęcia

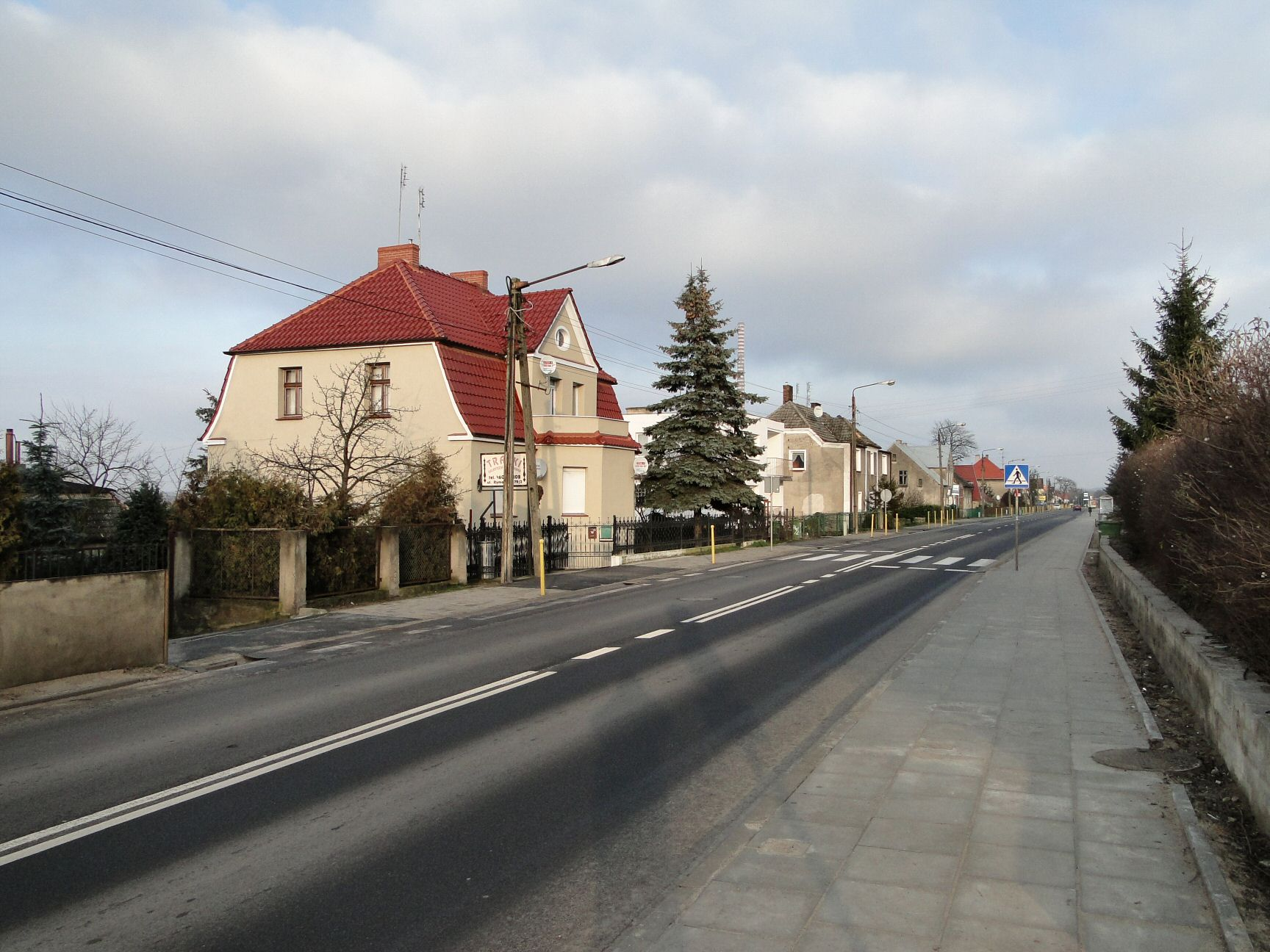
Ul. Rymarska - główny trakt komunikacyjny Klucza
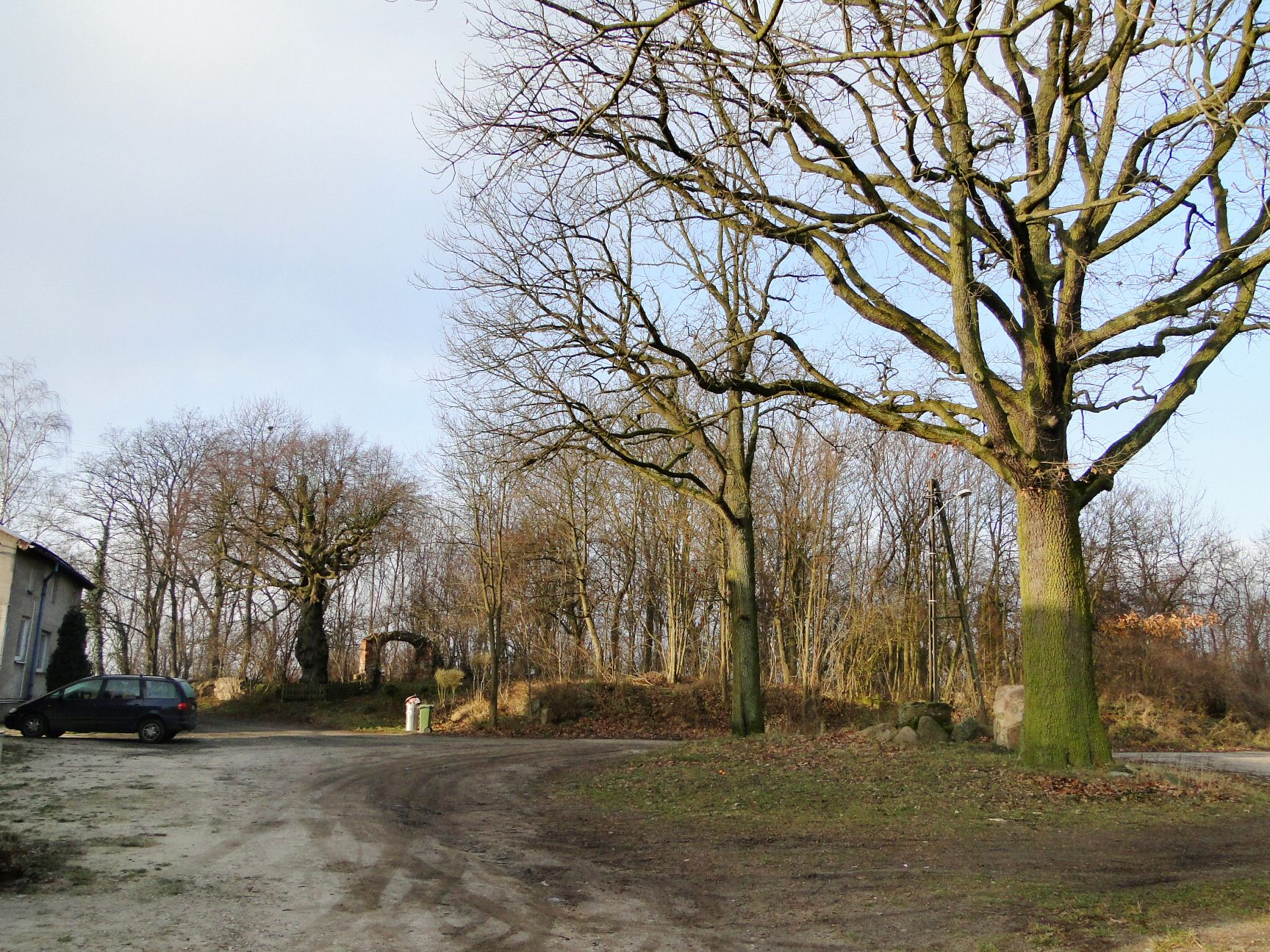
Centrum dawnego Klucza; widoczna bramka cmentarna (w głębi) oraz pomnik ofiar I wojny światowej (po prawej)
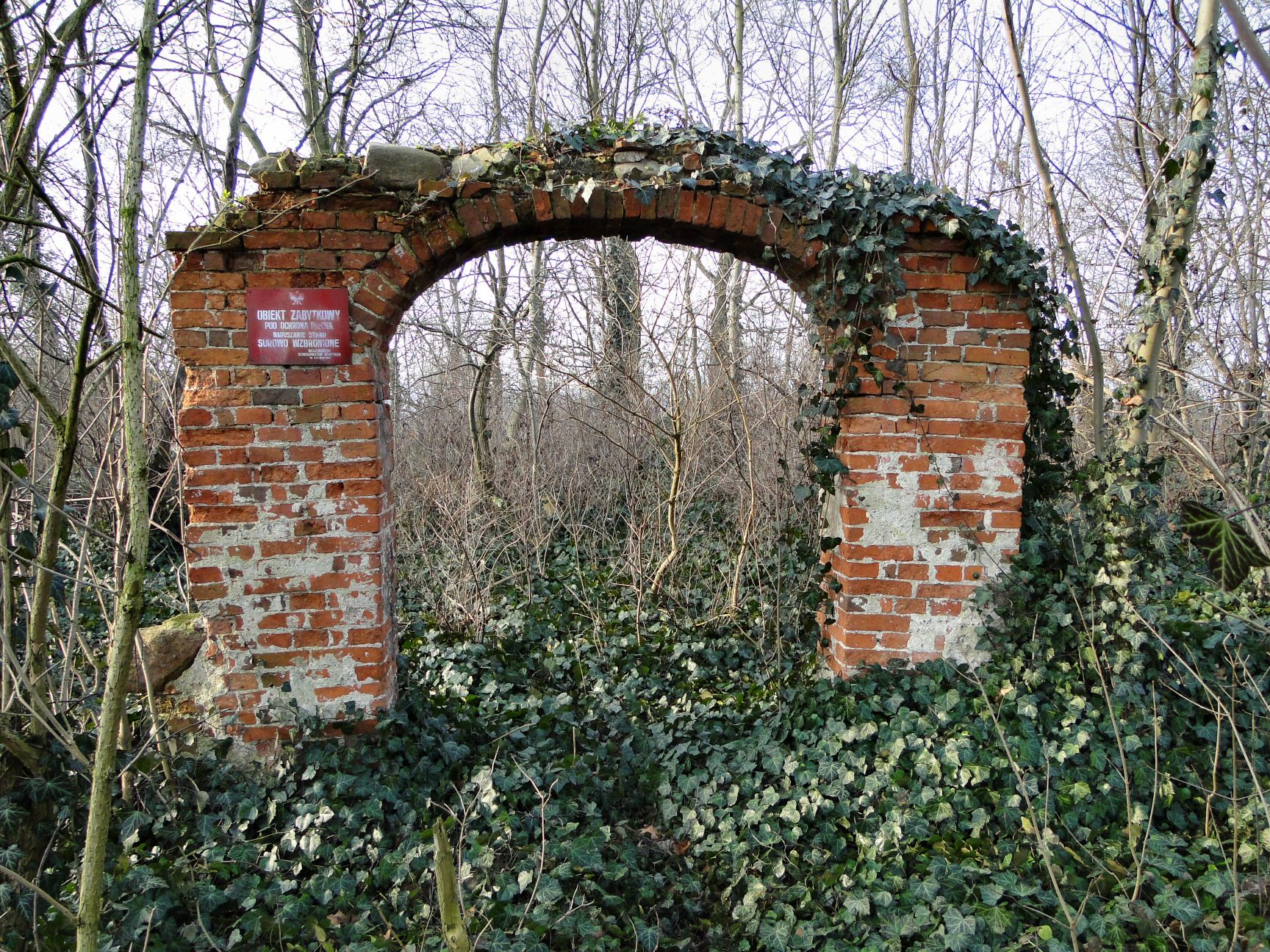
Bramka dawnego cmentarza przy skrzyżowaniu ul. Bielańskiej i Suchej
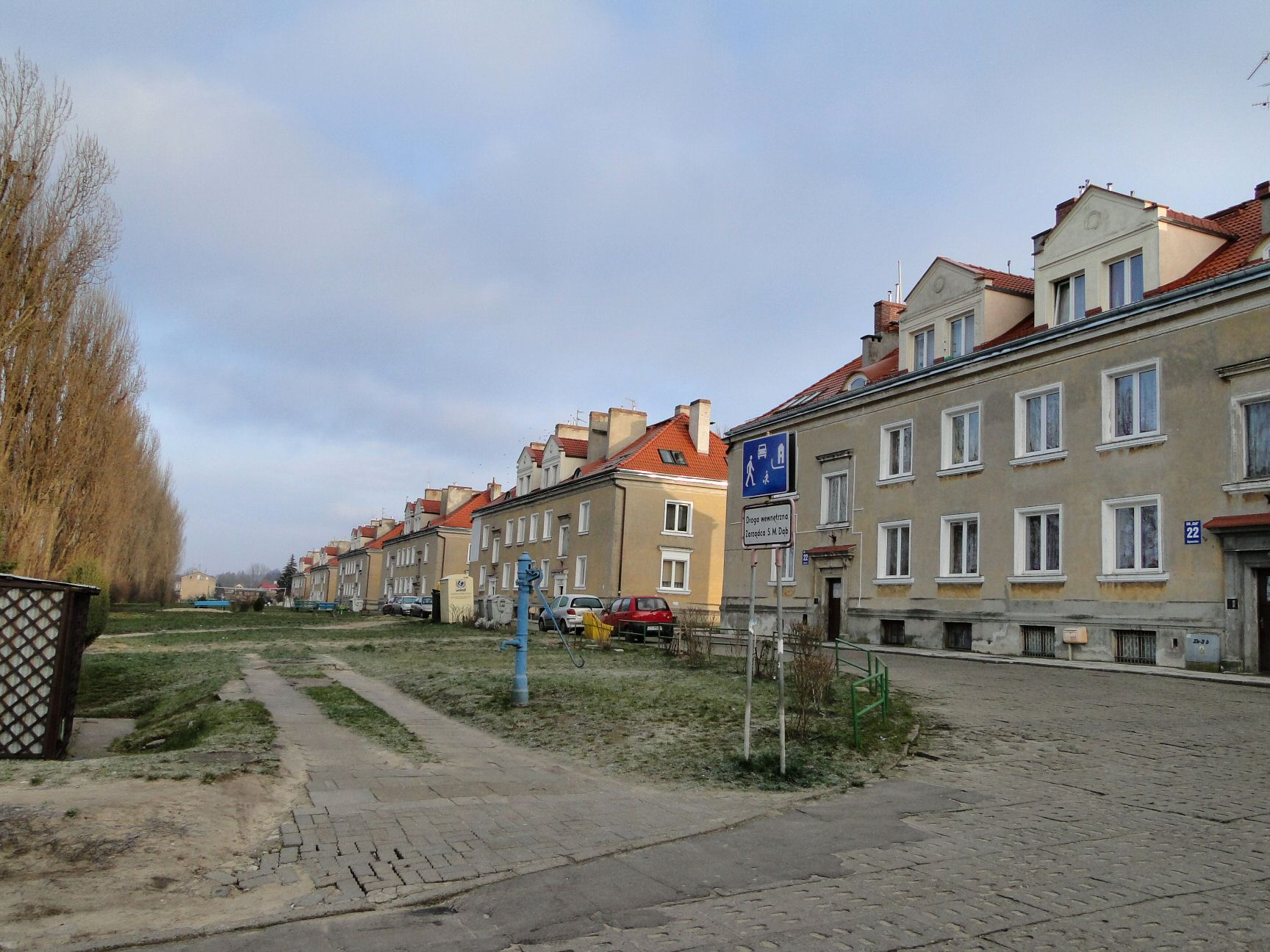
Osiedle pracownicze Zakładów „Wiskord” przy ul. Rymarskiej
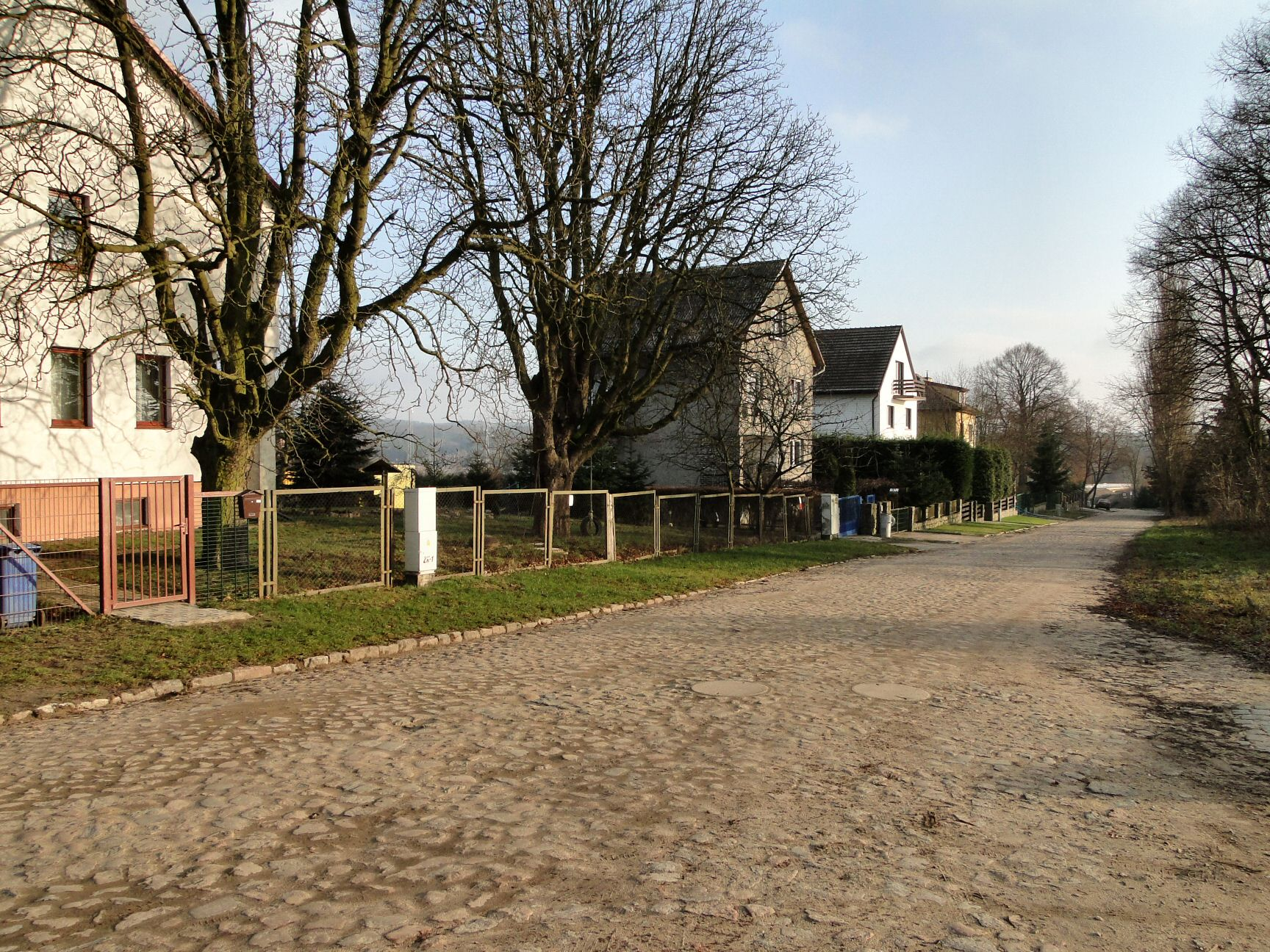
Współczesna zabudowa ul. Bielańskiej
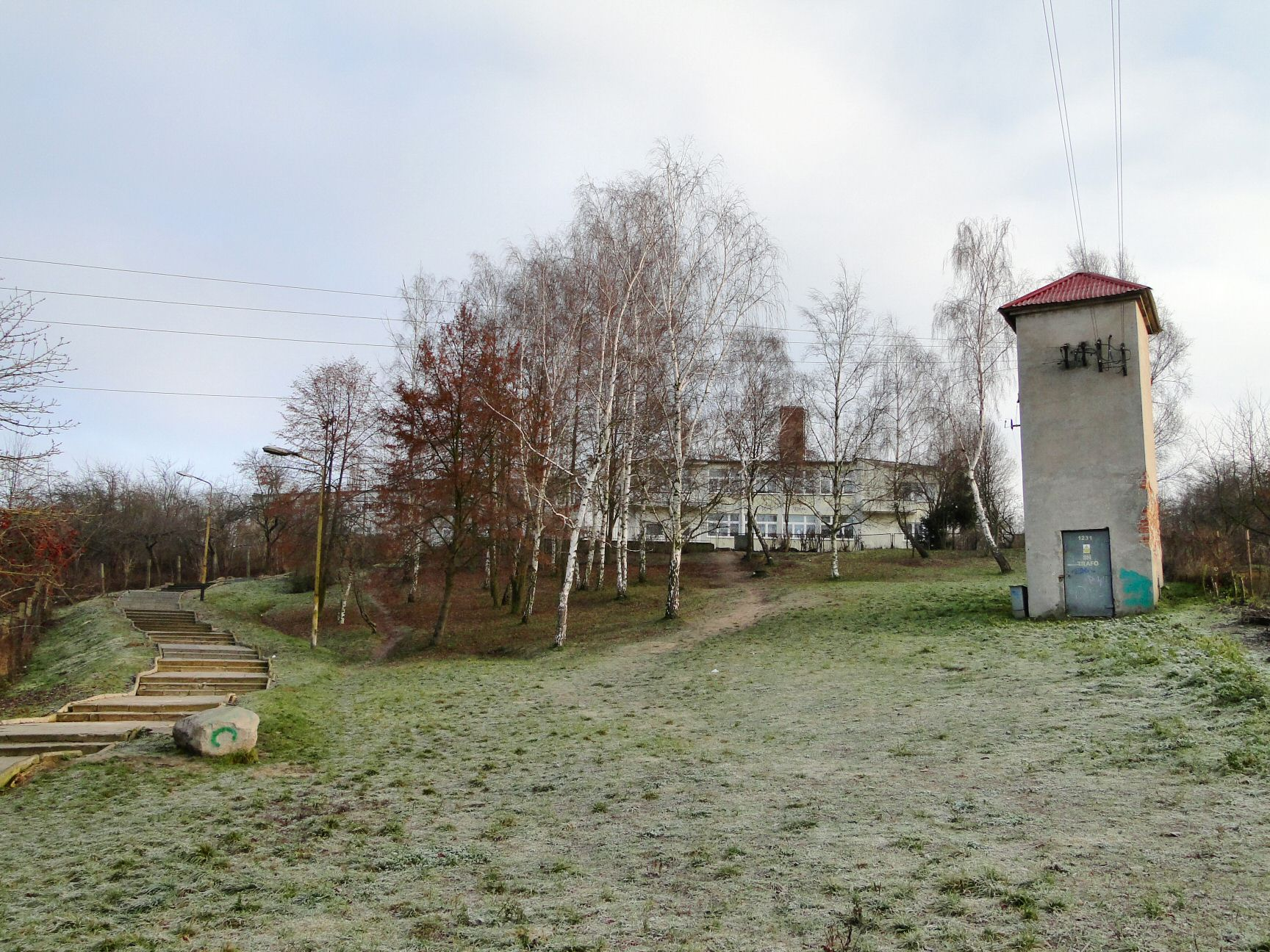
Szkoła przy ul. Rymarskiej
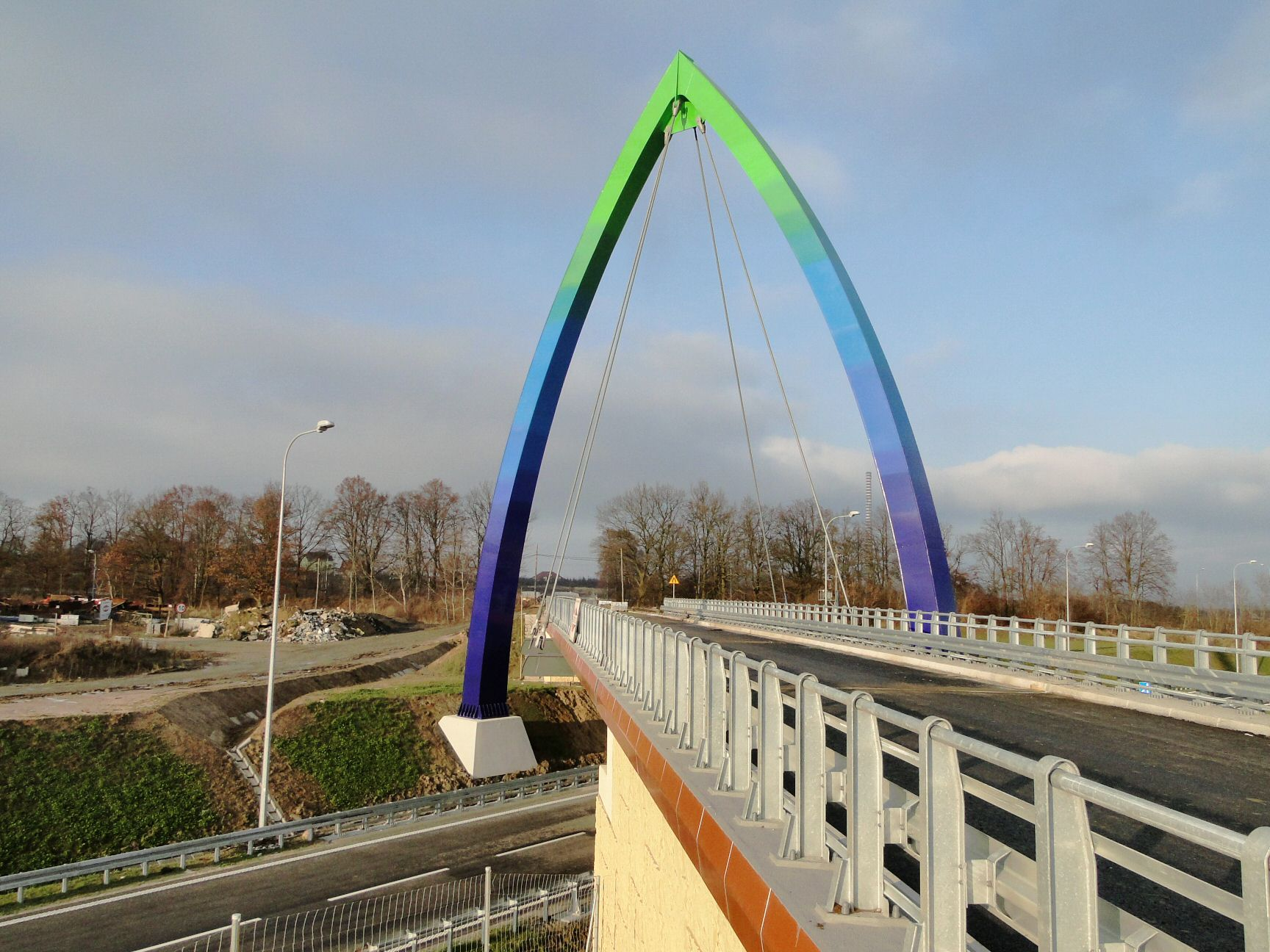
Węzeł drogowy Szczecin Klucz - wiadukt z tzw. łukiem gotyckim
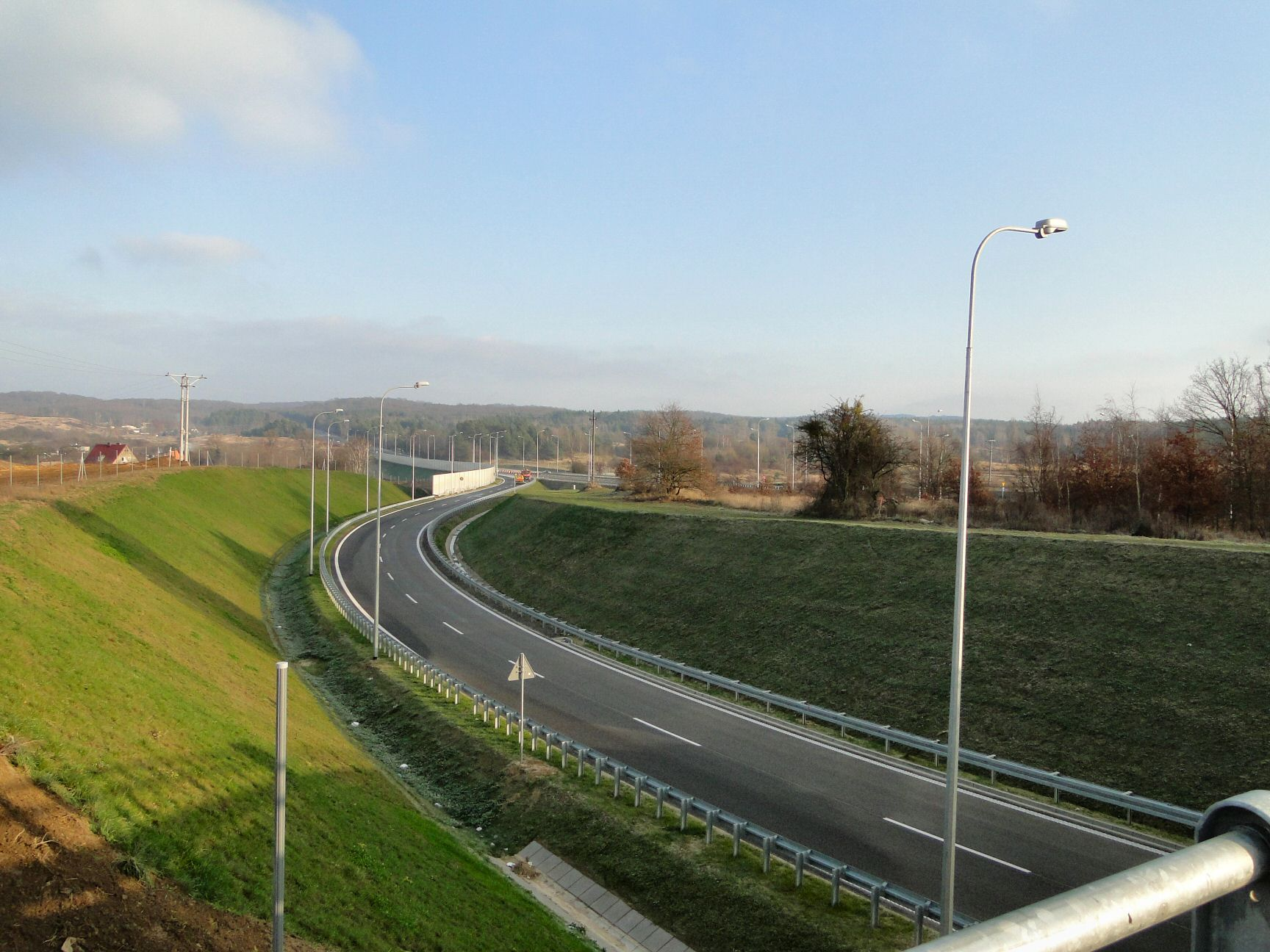
Węzeł drogowy Szczecin Klucz
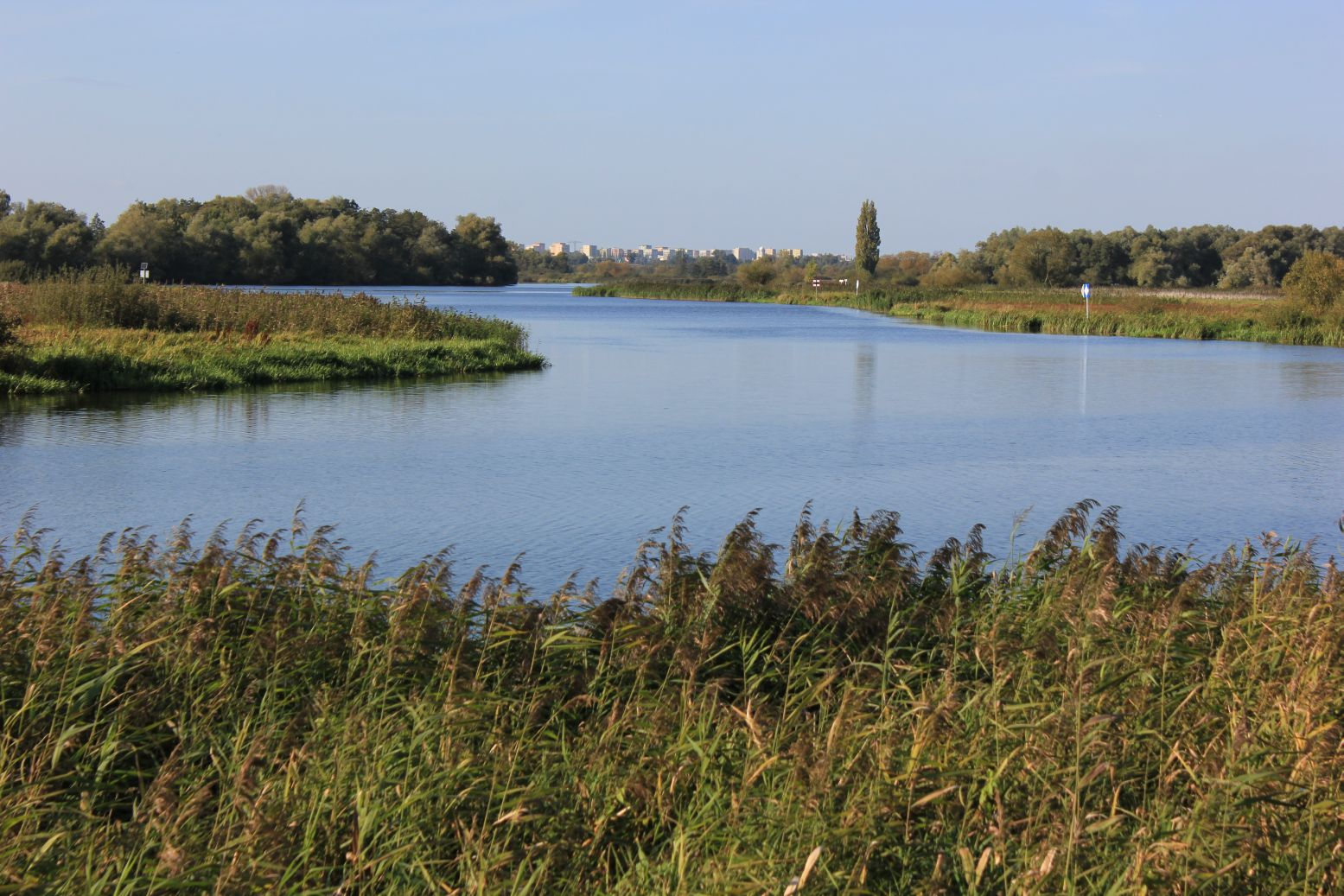
Kanał Klucki